# 辰巳砂昌弘
辰巳砂 昌弘 (たつみさご まさひろ、1955年〈昭和30年〉11月8日 - ) は、日本の材料化学工学者。工学博士（大阪大学、1984年11月28日）。公立大学法人大阪副理事長、大阪公立大学・大阪市立大学・大阪府立大学学長。

## 人物
大阪府生まれ。同じガラス業界に進んだ中尾泰昌AGCエグゼクティブ・フェロー兼AGC総研社長は小学校の同級生。
大阪府立池田高等学校を経て、1978年大阪大学工学部応用化学科卒業。
1980年大阪大学大学院工学研究科博士課程前期修了。同年大阪府立大学工学部助手。1984年11月、工学博士（大阪大学）。
1991年大阪府立大学工学部講師、1993年助教授、1996年教授を経て、2005年公立大学法人大阪府立大学大学院工学研究科教授。2011年同副科長。2015年科長。
2019年大阪府立大学学長兼公立大学法人大阪副理事長。
2022年設立の大阪公立大学初代学長就任。同年大阪市立大学学長就任。2023年、紫綬褒章を受章。
専門は、「無機材料化学」、「固体イオニクス」、「ガラス工学」。